# Super-Terre
Ne doit pas être confondu avec Exo-Terre, Méga-Terre ou Planète super-habitable.

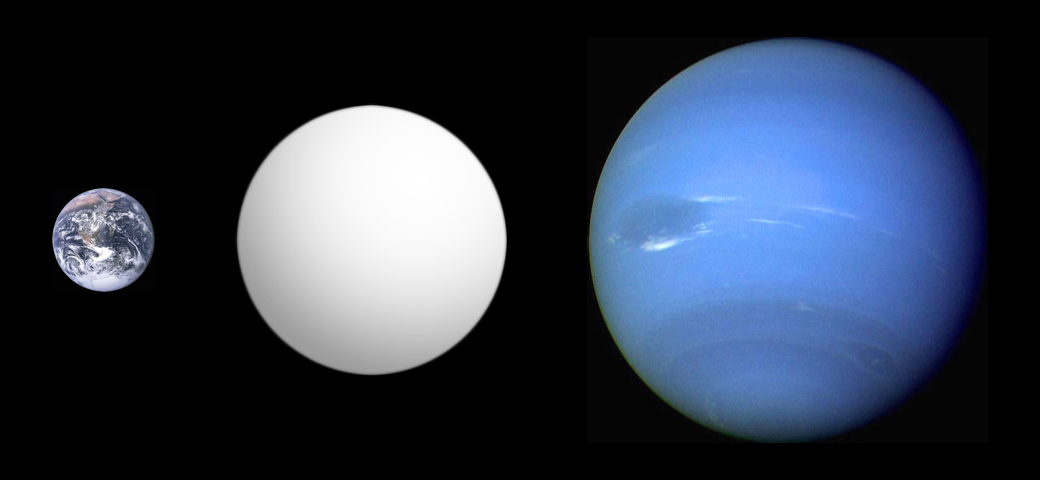
Illustration de la taille de la super-terre GJ 1214 b (au centre) en comparaison avec la Terre et Neptune.

Une super-Terre, super-terre ou superterre,, est une exoplanète ayant une masse comprise entre celle de la Terre et celle d'une planète géante, avec une limite supérieure de dix fois la masse de la Terre, la limite inférieure variant entre un et cinq fois la masse de la Terre selon les sources.
Dans les médias, la présentation des super-Terres est souvent erronée : elles sont confondues avec des planètes qui pourraient abriter une forme de vie ou possédant à leur surface des conditions proches de celles de la Terre, ce qui n'est pas le cas pour la grande majorité d'entre elles[réf. souhaitée].
La planète μ Arae c est parfois présentée comme la première super-Terre à avoir été découverte, bien que sa masse soit estimée à 10,5 masses terrestres. La planète CoRoT-7 b est la première super-Terre dont la nature tellurique (rocheuse) a été confirmée.
Plusieurs super-Terres ont été découvertes depuis celle de Gliese 876 d par l'équipe d'Eugenio Rivera en 2005. Le Système solaire n'en contient aucune : toutes les planètes plus massives que la Terre y sont des géantes gazeuses d’au moins 14 masses terrestres. Cela serait dû à l'influence gravitationnelle de Jupiter et Saturne[réf. nécessaire].

## Terminologie
Super-Terre vient de l'anglais super-Earth, qui a été introduit par l'astronome bulgare Dimitar D. Sasselov. Le premier article à l'employer est paru en décembre 2002. D'après Cristina Nicolae et Valérie Delavigne
, super-Terre serait apparu en français dans des revues de vulgarisation scientifique — d'abord par Science & Vie en mars 2003 — puis aurait été repris dans des communications scientifiques — d'abord par François Bouchy en mai 2005 — et des communiqués de presse scientifiques — tels ceux du Centre national de la recherche scientifique (CNRS) depuis fin avril 2007.

## Définition

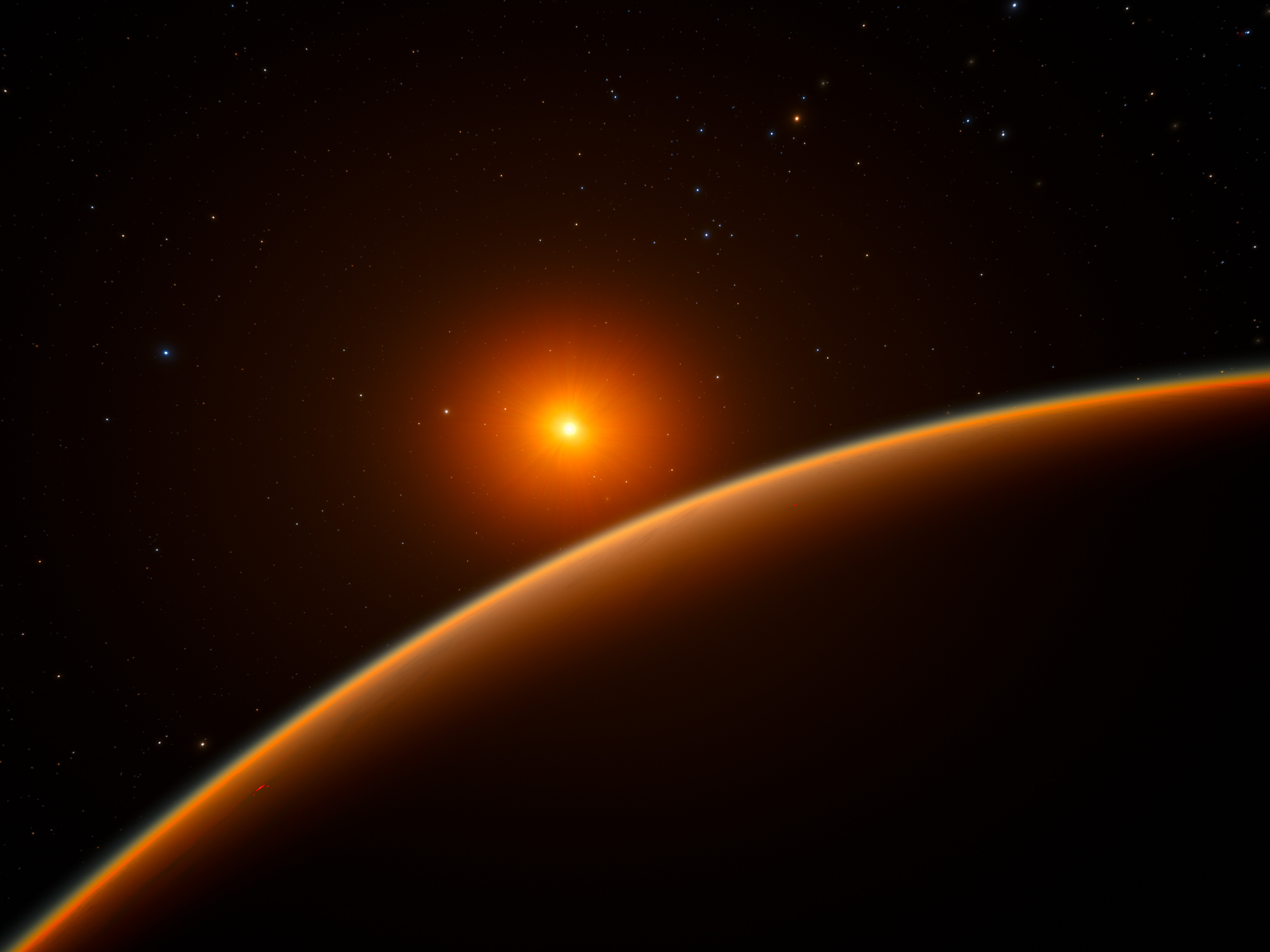
Vue d'artiste de l'exoplanète LHS 1140 b.

Il existe quelques incertitudes au sujet de la fourchette de masse servant de critère à cette appellation : Valencia et al. (2007) définissent une super-Terre comme une planète rocheuse ayant une masse comprise entre une et dix masses terrestres, tandis que Fortney et al. (2007) proposent une fourchette comprise entre cinq et dix masses terrestres, sans compter d'autres définitions pouvant apparaître dans la presse scientifique,,. Dans le cadre des travaux du télescope spatial Kepler, une super-Terre est définie comme ayant un rayon Rp compris entre 1,25 et 2 fois celui de la Terre (planète « de taille terrestre » [Earth-size] : Rp < 1,25 RT ; « super-Terre » [super-Earth size] : 1,25 RT < Rp < 2 RT ; planète « de taille neptunienne » [Neptune-size] : 2 RT < Rp < 6 RT ; planète « de taille jovienne » [Jupiter-size] : 6 RT < Rp < 15 RT ; planète « de très grande taille » [very-large-size] (jusqu'à deux fois la taille de Jupiter) : 15 RT < Rp < 22,4 RT ; non prises en compte [not considered] : Rp> 22,4 RT). Une distinction y est également faite entre les super-Terres, planètes telluriques avec un sol bien défini, et les « mini-Neptunes », de taille et masse comparables, mais couvertes d'une épaisse atmosphère gazeuse.
La distinction entre ces super-Terres et ces mini-Neptunes est remise en doute par certains, et leur habitabilité présumée, par voie de conséquence, s’en verrait aussi diminuée.

## Système solaire
Le Système solaire ne contient pas de super-Terre. D'après Konstantin Batyguine, de l'Institut de technologie de Californie, et Greg Laughlin, de l'Université de Californie à Santa Cruz, l'absence de super-Terre au sein du Système solaire serait un des résultats du Grand Tack, une étape hypothétique de la formation de notre système planétaire qui a été proposée en 2011 afin notamment d'expliquer la petitesse relative de Mars qui est une des pierre d'achoppement du modèle de Nice.

## Autres systèmes planétaires
- Autour de Gliese 581 :
  - le 4 avril 2007, le spectrographe HARPS installé sur le télescope de 3,6 m de l'Observatoire de La Silla de l'ESO au Chili annonce la découverte d'une planète « de type terrestre habitable » : Gliese 581 c, orbitant autour de l'étoile Gliese 581 située à seulement 20,5 années-lumière de la Terre. Trois laboratoires associés du CNRS ont participé à la découverte, avec des chercheurs de l'Observatoire de Genève et du Centre d'astronomie de Lisbonne[26] ;
  - le 24 avril 2007, Gliese 581 d, une autre planète « de type terrestre habitable » est également découverte autour de l'étoile Gliese 581. Gliese 581 d semble également être une meilleure candidate que sa voisine quant au potentiel d'habitabilité ;
  - le 29 septembre 2010, la découverte de Gliese 581 g est annoncée. Aussi découverte autour de l'étoile Gliese 581, elle est la planète dont le potentiel d'habitabilité est le plus élevé à cette date[27].
- Autres exoplanètes :
  - découverte de Kepler-22 b le 5 décembre 2011, dont la masse est encore inconnue à cette date, mais qui pourrait être plus habitable que les planètes orbitant autour de Gliese 581 ;
  - HD 40307 g, planète extrasolaire de type Super-Terre orbitant dans la zone habitable de l'étoile HD 40307, située à 42 années-lumière de la Terre dans la direction de la constellation australe du Peintre ;
  - Kepler-69c, planète extrasolaire de type Super-Terre orbitant dans la zone habitable d'une étoile de même type que le Soleil située à 2 700 années-lumière du système solaire. Elle a été découverte le 7 janvier 2013 ;
  - Kepler-62 e est une exoplanète de type Super-Terre, en orbite autour de l'étoile Kepler-62 située à 1 200 années-lumière de la Terre. Elle fut découverte par le télescope spatial Kepler en 2013 ;
  - Kepler-62 f, la « grande sœur » de Kepler-62 e, est la planète la plus éloignée de son étoile (Kepler-62) parmi les cinq planètes de ce système. Elle fut également découverte par le télescope spatial Kepler en 2013.
  - Luyten b, une super-Terre autour de l'Étoile de Luyten ;
  - Gliese 411 b, une planète de trois masses terrestres autour de l'étoile Gliese 411 (Lalande 21185) ;
  - Janssen (55 Cancri e), une planète de 8,63 ± 0,35 MT découverte en 2004, pourvue d'une atmosphère.
  - TOI-1075 b découverte en 2022 est, avec une masse de 9,95 MT , la plus grosse super-Terre identifiée à ce jour. La NASA l'a décelée par la méthode du transit grâce au Transiting Exoplanet Survey Satellite (TESS) à 200 années-lumière du Système solaire. Par ailleurs, cette exoplanète se situe dans l'écart de Fulton.
  - En 2025, le spectropolarimètre SPIRou découvre une super-Terre autour de l'étoile DS Leonis (es) (Gliese 410), dans la constellation du Lion à seulement 40 années-lumière de distance. Selon les premières estimations, la planète aurait une période orbitale de six jours et une masse de dix masses terrestres. Deux autres planètes sont suspectées, qui auraient des périodes de 3 et 18,7 jours[28].

## Dans la culture
- Dans son roman La Planète géante écrit en 1957 (soit 38 ans avant la découverte de la première exoplanète, 51 Pegasi b, en 1995, et 52 ans avant celle de la première super-Terre tellurique, CoRoT-7 b, en 2009), l’écrivain américain de science-fiction Jack Vance situe son récit sur une planète d’un diamètre de 40000 km, soit plus de trois fois supérieur à celui de la Terre.
- L’action du roman Question de poids écrit en 1953 par l’auteur américain de science-fiction Hal Clement se situe sur la planète fictionnelle Mesklin, une super-Terre d’un diamètre équatorial de 77250 km pour un diamètre de pôle à pôle de 31770 km : du fait de sa période de rotation très rapide (17,75 minutes) à l’origine de forces centrifuges considérables, la planète présente en effet un important aplatissement, et une gravité de surface de 3 g à l’équateur contre 700 g aux pôles.